# Kozlovka (Ciuvascia)
Kozlovka (in russo Козловка?, in ciuvascio Куславкка), è una città della Russia europea centrale, capoluogo del Kozlovkskij rajon, in Ciuvascia. Sorge sulle rive del fiume Volga, a circa 100 chilometri dal capoluogo Čeboksary.
Fondata nel 1671 come villaggio, ricevette lo status di città nel 1967; secondo le stime del censimento del 2010, contava una popolazione di circa 12.500 abitanti.